# Просиз, Джеф
Джеф Просиз (англ. Jeff Prosise) — технический специалист и автор книг, посвящённых различным приложениям для Microsoft Windows. Является одним из самых известных экспертов по таким технологиям Microsoft Windows как MFC, .NET framework, C# и другие. Является редактором (а также одним из авторов) журнала «MSDN Magazine».

## Биография
После окончания колледжа, где он учился на инженера, Просиз делает выбор в пользу программирования. В 2000 году становится одним из основателей компании «Wintellect», специализирующейся на консалтинге и обучении специалистов в области .NET. В начале 2000-х начал сотрудничество с Microsoft, готовившейся на тот момент к выводу в свет своего нового проекта — .NET Framework.

## Писательская деятельность
Просиз начал писать примерно в конце 80-х. На тот момент его больше интересовало прикладное ПО и операционные системы. Его первой книгой стала «PC Magazine DOS 5 Techniques and Utilities», выпущенная издательством Ziff-Davis Press в 1991 году. Вскоре он начинает писать обо всем, что связано с программированием. Одной из наиболее известных его книг становится «Programming Windows with MFC» (второе издание, выпущенное Microsoft Press в 1999 году). Книга была посвящена MFC, написанной на C++ проприетарной программной библиотеке для Microsoft Windows.

## Личная жизнь
Женат на Лори Просиз, есть трое детей: Адам, Эми и Эбби. В свободное время посещает церковь, занимается плаванием, игрой в софтбол, также иногда играет в любительских музыкальных группах.